# Tul

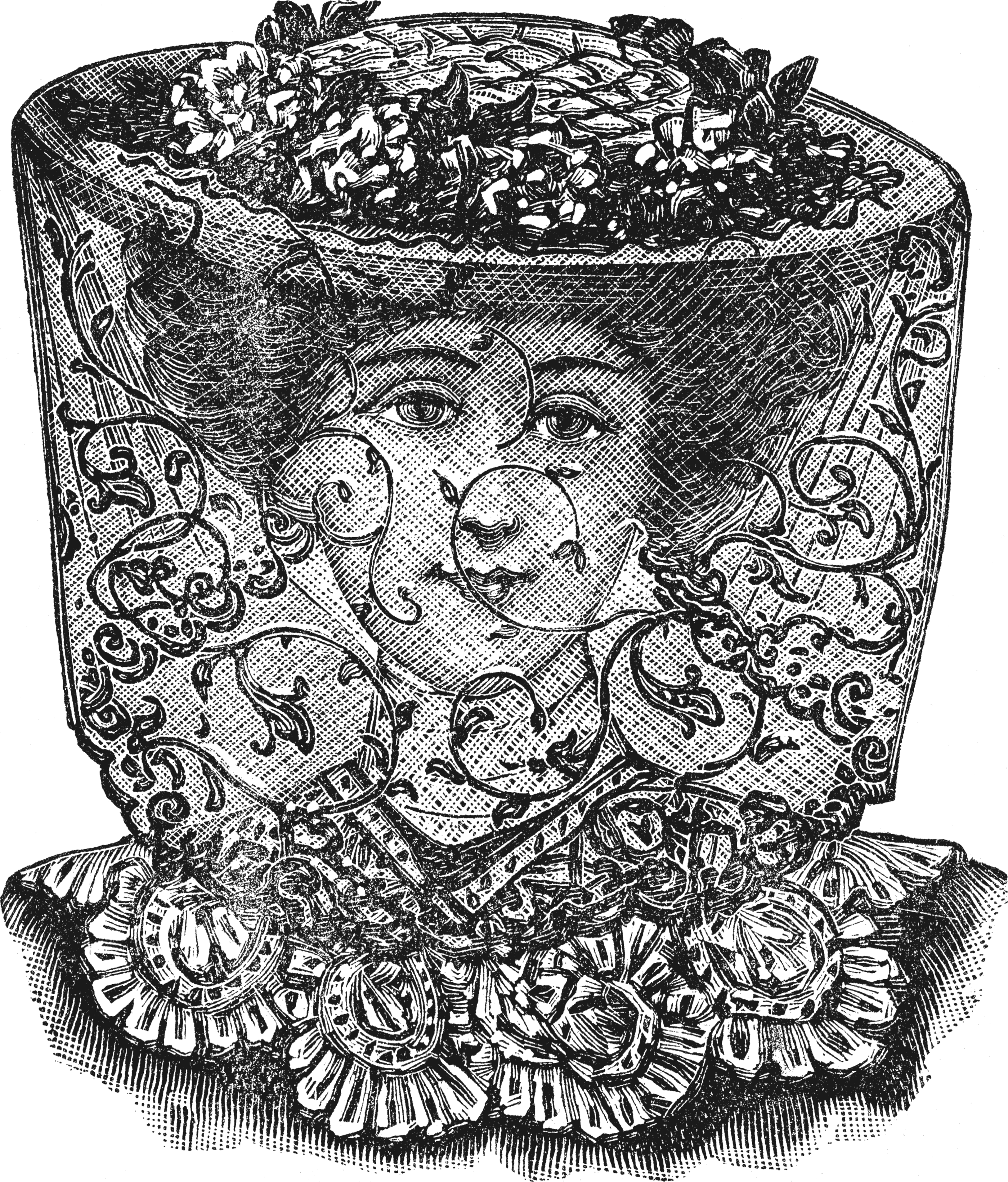
Velo de tul con bordado «Chantilly», ilustración de un catálogo francés de 1905.

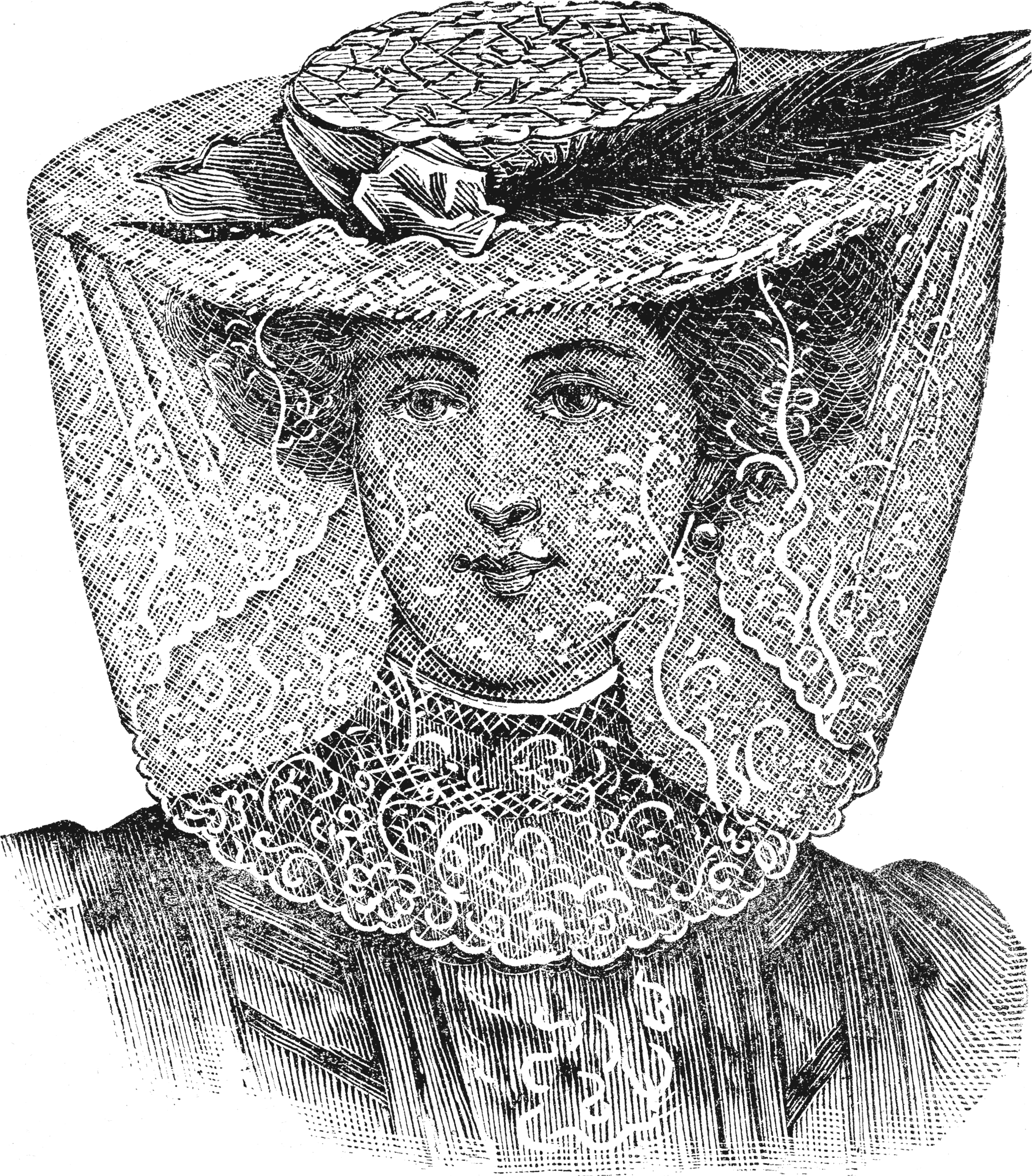
Velo de tul negro bordado en color crema, ilustración de un catálogo francés de 1905.

El tul es un tejido ligero con estructura abierta, en forma de red, que suele almidonarse. Es un encaje mecánico (tejido mecánicamente a diferencia del encaje tradicional, hecho a mano). Debido a la finura del hilo su tacto es más suave que el de otros tejidos de malla.
El tul se fabrica siempre con hilo multifilamento. Los hilos pueden ser fibras naturales como la seda, fibras artificiales como el rayón o fibras sintéticas como el nailon. En el ámbito de la moda, el tul se utiliza para velos y vestidos de novia, para vestidos de noche y para los tutú de las bailarinas de ballet. En otros ámbitos, el tul es el soporte de pelucas, puede ser el tejido de una mosquitera o de los visillos. El tul está disponible en muchos colores y puede teñirse para adaptarse a un modelo concreto.
El vocablo tul proviene de la ciudad francesa Tulle en el Limosín; ciudad conocida en el siglo XVIII por la seda y el encaje, donde se fabricaba el guipur.
Los primeros encajes mecánicos se realizaban con telar de bajo lizo. En 1806 John Heathcoat durante su periodo de aprendiz en Loughborough desarrolló una máquina fijándose en los movimientos de la mano de las encajeras y reproduciéndolos en una máquina con rodillos. En 1808 su fábrica de Nottingham revoluciona la industria del tul. En 1813 John Leavers, utilizando el principio de las máquinas de Heathcoat y del telar de Jacquard, inventa un procedimiento para producir motivos de fantasía al mismo tiempo que la fabricación del tul.

## Estructura

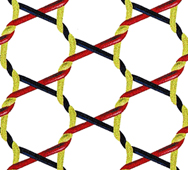
Estructura de una red de tul.

El tul se consigue dando vueltas a los hilos de la trama alrededor de los hilos de la urdimbre; así se obtiene un enrejado o red con hueco hexagonal que no se enrolla ni deforma debido a los hilos retorcidos de la trama. Tampoco se deshilacha...
El telar específico para tejer un tul se denomina ‘bobinet’. La red de tul resultante es ligera pero firme; es un «tejido de expansión», diseñado para permanecer alejado del cuerpo.
Para confeccionar el tul se puede emplear la seda más superior que ha recibido un torcido particular, torcido que varía según la calidad que se desea producir; también nailon o poliéster. Los tules de seda, según la forma de sus mallas, sus usos y otras circunstancias, reciben de los fabricantes nombres más o menos propios.

## Usos
- Moda y confección de prendas y sombreros.
- Decoración.
- Ballet, teatro y disfraces.
- Ropa de casa: manteles, servilletas, sábanas...
- Hacer cortinas o visillos para las ventanas.

## Tipos

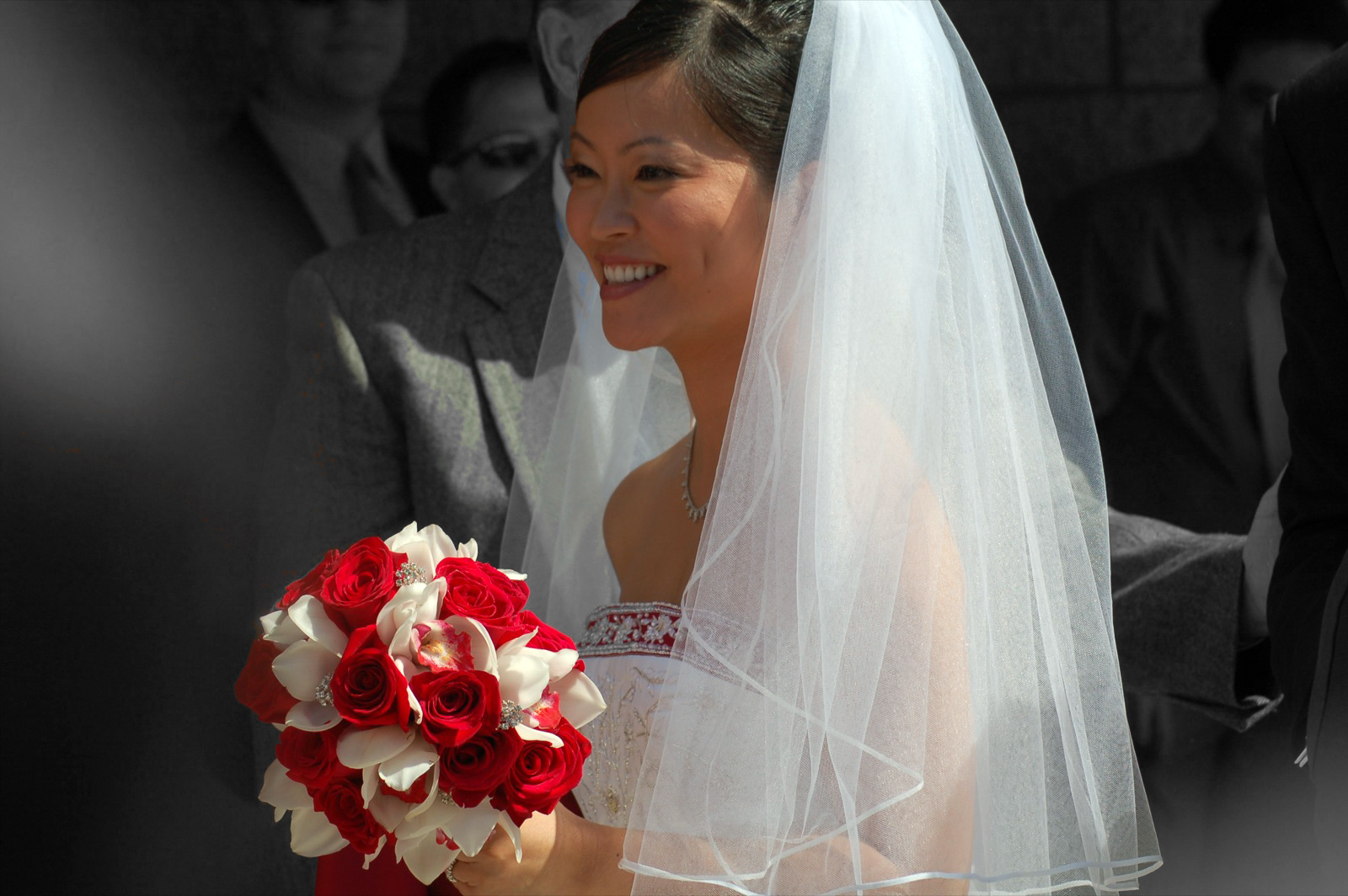
Velo de novia (tul liso), 2007.

Las calidades conocidas en el comercio son las siguientes:
- Tul liso. Es el tul que tiene todas sus combinaciones hechas simplemente de un solo cruzamiento, es decir que los hilos, para formar sus combinaciones no dan más que una vuelta el uno con el otro.
- Tul de dos o más cruzamientos. Este tul, muy distinto del anterior, puede extenderse mucho más en variaciones de cruzamientos ya a dos, tres y hasta cuatro vueltas formando labraditos, ojos, estrellitas, etc.
- Tul bordado sobre cruzamientos. En este tul además de la urdimbre para formar las varias armaduras con tres cruzamientos que se desean obtener hay otra urdimbre también de seda que, combinada mediante el mecanismo, forma todas las partes bordadas, sean lunares, moscas, motitas, etc.
- Tul con cruzamiento de punta de blonda. Este tul se fabrica como el precedente excepto que es preciso repetir dos veces el cruzado lo que hace seis cruzamientos, de cerrar el ojo y empezar el siguiente. Sobre este fondo pueden hacerse también partes o motitas bordadas.
- Tul labrado. Se llama así a un fondo de tul y de ojo cualquiera con flores que, por la combinación del tejido, sobresalen tupidas sin que les falte la transparencia. Los telares para la fabricación de este tejido que son bastante semejantes a los que sirven para obtener los tules lisos y por medio de la combinación de los dibujos se consigue formar gustos muy variados.
- Tul imitación de encaje de Bruselas. De tul labrado se hacen pañuelos en todos tamaños para manteletas, mantillas y volantes de vestido, velos para sombreros de señora y varios otros objetos. Este tul está destinado a imitar los tejidos hechos con bolillos y para obtener más perfecta similitud se perfilan a mano con un cordoncillo de seda las flores, ondas, enrejados y cuanto se quiere, lo que les da mucho más valor y aplicaciones. Se fabrican también algunas calidades de tules cuyo cordoncillo se coloca por medio del mismo telar pero se corta después donde deja de haber muestra.